# Жезказганський рідкіснометальний завод
Жезказганський рідкіснометальний завод — підприємство в Улутауській області Казахстану, яке спеціалізується на роботі з рядом рідкісних металів.
В 1973 році на майданчику Жезказганського мідеплавильного заводу запустили дослідну установку з вилучення перренату амонію (амонійна сіль ренієвої кислоти) із відпрацьованої сульфатної кислоти. В 1976-му на заводі запустили цех рідкісних металів.
У 1990-ті роки Жезказганський мідеплавильний завод перейшов під контроль корпорації «Казахмис», тоді як рідкіснометальний цех у 1995-му був виділений та став у окремим заводом «Жезказгансирекмет», власником якого залишилась держава. Того ж 1995-го організували випуск металічного порошку ізотопу осмій-187 (мідні руди Жезказганського родовища містять підвищену концентрацію цього елемента, який тут утворює самостійний мінерал жезказганіт).
Наразі «Жезказгансирекмет» випускає перренат амонію, ренієву кислоту, металічний реній (у вигляді порошку, штапіків та таблеток) та металічний порошок осмію.